# Журавлиха (приток Большого Иргиза)
Журавлиха — река в России, протекает в Самарской области. Устье реки находится в 585 км по левому берегу реки Большой Иргиз. Длина реки составляет 25 км, площадь водосборного бассейна — 336 км².
Притоки: Черёмушка, Таловка.

## Данные водного реестра
По данным государственного водного реестра России относится к Нижневолжскому бассейновому округу, водохозяйственный участок реки — Большой Иргиз от истока до Сулакского гидроузла. Речной бассейн реки — Волга от верхнего Куйбышевского водохранилища до впадения в Каспий.
Код объекта в государственном водном реестре — 11010001612112100009636.